# Eščё ljublju...
Eščё ljublju... (in russo Ещё люблю?) è l'undicesimo album in studio della cantante russo-statunitense Ljubov' Uspenskaja, pubblicato il 13 ottobre 2016 dalla Sweet Rains Records.

## Tracce
1. Ljubočka – 4:09 (testo: Agnija Barto – musica: Marija Makarova)
2. Vremja, vremja (Cool Remix 2016) – 4:25 (testo: Michail Guceriev – musica: Igor' Azarov)
3. Zabyvaju (feat. Filipp Kirkorov) – 3:38 (Valerij Rimskij)
4. Eščё ljublju – 3:40 (Igor' Kisil')
5. Ne možet byt' (Guitar Remix 2016) – 5:10 (testo: Leonid Derbenëv – musica: Vjačeslav Dobrynin)
6. Zdravstvuj, moja murka (feat. Kira Dymov) – 3:39 (Alla Bajanova)
7. Dolja – 3:53 (Igor' Kisil')
8. Gorčit kalina (feat. Irakli Pirtschalava) (Jazzy Remix 2016) – 5:02 (testo: Aleksandr Šachov – musica: Valerij Zubkov)
9. Veter (Groovy Live Remix 2016) – 4:34 (testo: Regina Lisic – musica: Igor' Azarov)
10. Nu gde ty byl (feat. Dominick Jocker) – 4:18 (Aleksandr Breslavskij, Aleks Kolčin)
11. Cyganskaja – 5:14 (Igor' Grigor'ev)
12. Bednoe serdce (feat. Anželika Varum) (Bossa Remix 2016) – 4:09 (testo: Regina Lisic – musica: Igor' Azarov)
13. Nebo (Live Remix 2016) – 4:25 (testo: Regina Lisic – musica: Igor' Azarov)
14. Ty ujdёš – 4:09 (testo: Kira Dymov – musica: Igor' Azarov)
15. Ja milogo uznaju po pochodke (Dixie Remix 2016) – 3:37
16. Trudno predstavit' (feat. Maksim Averin) (Romantic Remix 2016) – 3:31 (testo: Leonid Derbenёv – musica: Vjačeslav Dobrynin)
17. Karusel' (Slow Remix 2016) – 4:35 (testo: Regina Lisic – musica: Igor' Azarov)
18. Okončen put' – 3:22

Durata totale: 75:30